# Nenzing
Nenzing é um município da Áustria, situado no distrito de Bludenz, na estado de Vorarlberg. Tem 110,09 km² de área e sua população em 2019 foi estimada em 6.201 habitantes.